# André de la Varre
André de la Varre (* 14. September 1904 in Washington, D.C.; † 19. Dezember 1987 in Wien) war einer der führenden Reise-Filmemacher, der bereits mit 17 Jahren nach dem Ende des Ersten Weltkriegs mit einer selbst erworbenen Kamera zu filmen begann.

## Leben
Bis 1924 arbeitete la Varre mit Burton Holmes. In den 1930er Jahren produzierte er die Kurzfilmserie Screen Traveler in Sumatra, Java, Bali, Philippinen, Frankreich, der Mittelmeerregion, den Niederlanden, Österreich, Ägypten und Palästina. Bei einer seiner Reisen lernte er in Österreich seine spätere Frau Ilse kennen. Sie heirateten 1933 und bereisten nun gemeinsam die Welt.
André de la Varres langjährige Zusammenarbeit mit Warner Brothers begann Anfang 1943 mit den Filmen Snow Sports in Lake Placid und dem Tropical Sportland in Florida; zu dieser Zeit arbeitete er nur mehr in Technicolor. Als Erzähler arbeitete er mit den vom Radio bekannten Sprechern Art Gilmore und Marvin Miller zusammen. 1949 filmte er das Palio di Siena, eines der härtesten Pferderennen der Welt in seinem Kurzfilm Grandad of Races, wofür er 1951 einen Oscar in der Kategorie „Bester Kurzfilm“ erhielt.
Andere bemerkenswerte Verfilmungen waren die Kurzfilme That’s Bully über das Stiertreiben in Pamplona (gefilmt 1948 und veröffentlichte 1950), Emperor’s Horses (über die Lipizzaner 1951), Carnival in Rio (1953) und Who’s Who In The Zoo (1954). Ab 1954 begann la Varre für Warner in Cinemascope zu filmen. In Deutschland drehte er den Kurzfilm Time Stood Still über die Stadt Dinkelsbühl, der 1957 für den Oscar nominiert war. Kurz vor dessen Tod im Jahr 1958 kam es zu einer erneuten Zusammenarbeit mit Burton Holmes.
Trotz finanzieller Probleme und eines schrumpfenden Marktes für Reiseberichte drehte la Varre 1975 für das Bicentennial Council den 90-minütigen Film These States.
1976 verliebte sich de la Varre in den Reisenbachhof in Reisenberg. Hier wurde auch die Idee für die Fernsehserie Neues von Gestern geboren. André de la Varre, der ab 1956 in Wien lebte, starb auch dort. Begraben wurde er am 7. Jänner 1988 auf dem Hietzinger Friedhof. Das Grab ist bereits aufgelassen.

## Filmografie
- 1933: Cruising the Mediterranean (Kurzdokumentation)
- 1933: Glimpses of Picturesque Java (Kurzdokumentation)
- 1936: Along the Lifeline of the British Empire: Suez, Malta, Gibraltar (Kurzdokumentation)
- 1936: Bits of Brittany (Kurzdokumentation)
- 1936: Ceremonies in Bali (Kurzdokumentation)
- 1936: Cities of North Africa: Tunis, Algiers, Rabat (Kurzdokumentation)
- 1936: Colonial Williamsburg (Kurzdokumentation)
- 1936: Colourful Cairo (Kurzdokumentation)
- 1936: Damascus and Jerusalem (Kurzdokumentation)
- 1936: Nias and Sumatra, Islands of Netherlands India (Kurzdokumentation)
- 1936: Paris - La Ville Lumiere (Kurzdokumentation)
- 1936: Rambling in Vienna (Kurzdokumentation)
- 1936: Through Normandy to Mont St. Michel (Kurzdokumentation)
- 1937: Along the French Riviera (Kurzdokumentation)
- 1937: Ancient Cities of Southern France (Kurzdokumentation)
- 1937: Precious Herbs (Kurzdokumentation)
- 1937: Through the Pyrenees to Lourdes (Kurzdokumentation)
- 1938: A Journey to Normandy (Kurzdokumentation)
- 1938: An East Indian Island (Kurzdokumentation)
- 1938: A Voyage to Cebu (Kurzdokumentation)
- 1938: Cruising the West Indies: Nassau (Kurzdokumentation)
- 1938: Historic Sites and Resorts Along the Normandy Coast (Kurzdokumentation)
- 1938: Hong Kong: Gateway to China (Kurzdokumentation)
- 1938: Old Towns of Normandy (Kurzdokumentation)
- 1938: Rio de Janeiro (Kurzdokumentation)
- 1938: Venice (Kurzdokumentation)
- 1938: Manila: Queen City of the Pacific (Kurzdokumentation)
- 1939: Life in Paris (Kurzdokumentation)
- 1939, Beautiful Switzerland (Kurzdokumentation)
- 1939: In Morocco (Kurzdokumentation)
- 1940: New York Parade No. 1 (Kurzdokumentation)
- 1940: Sojourn in Havana (Kurzdokumentation)
- 1940: Islands of the West Indies (Kurzdokumentation)
- 1940: Savoy in the Alps (Kurzdokumentation)
- 1940: Historic Virginia (Kurzdokumentation)
- 1940: Unveiling Algeria (Kurzdokumentation)
- 1941: Alaska Tour (Kurzdokumentation)
- 1941: San Francisco, Metropolis of the West (Kurzdokumentation)
- 1941: Western Wonderland (Kurzdokumentation)
- 1941: From Singapore to Hong Kong (Kurzdokumentation)
- 1942: Oddities (Kurzdokumentation)
- 1942: Cajuns of the Teche (Kurzdokumentation)
- 1942: Great American Divide (Kurzdokumentation)
- 1943: Behind the Big Top (Kurzdokumentation)
- 1943: Tropical Sportland (Kurzfilm)
- 1943: Snow Sports (Kurzfilm)
- 1944: The Birds and the Beasts Were There (Kurzdokumentation)
- 1944: Let's Go Fishing (Kurzfilm)
- 1944: Baa, Baa, Blacksheep (Kurzfilm)
- 1944: Colorado Trout (Kurzfilm)
- 1944: Cattlemen's Days (Kurzfilm)
- 1944: Winner's Circle (Kurzfilm)
- 1944: Backyard Golf (Kurzfilm)
- 1944: Chinatown Champs (Kurzfilm)
- 1944: Dogie Roundup (Kurzfilm)
- 1945: Arabians in the Rockies (Kurzfilm)
- 1945: Bikes and Skis (Kurzfilm)
- 1945: Days of '76 (Kurzfilm)
- 1945: Water Babies (Kurzfilm)
- 1945: Swimcapades (Kurzfilm)
- 1945: Glamour in Sports (Kurzfilm)
- 1946: King of the Everglades (Kurzdokumentation)
- 1946: Beach Days (Kurzfilm)
- 1946: Girls and Flowers (Kurzdokumentation)
- 1946: Michigan Ski-Daddle (Kurzfilm)
- 1946: Holiday on Horseback (Kurzdokumentation)
- 1946: In Old Santa Fe (Kurzdokumentation)
- 1949: King of the Rockies (Kurzdokumentation)
- 1950: The Wanderers' Return (Kurzdokumentation)
- 1950: Wild Water Champions (Kurzfilm)
- 1950: Grandad of Races (Kurzdokumentation)
- 1950: Riviera Days (Kurzdokumentation)
- 1950: That's Bully (Kurzdokumentation)
- 1950: Let's Go Boating (Kurzfilm)
- 1951: Flight to Israel (Kurzdokumentation) (uncredited)
- 1951: The Seeing Eye (Dokumentar-Kurzfilm)
- 1952: Fiesta for Sports (Kurzdokumentation)
- 1952: Unfamiliar Sports (Kurzdokumentation)
- 1952: Warner Bros. Sports Parade: Just for Sports (Kurzdokumentation)
- 1952: Killers of the Swamp (Dokumentation)
- 1952: Snow Frolics (Kurzfilm)
- 1952: Switzerland Sportland (Kurzfilm)
- 1952: Sports Parade: Glamour in Tennis (Kurzdokumentation)
- 1952: Emperor's Horses (Kurzdokumentation)
- 1952: Dutch Treat in Sports (Kurzfilm)
- 1953: Don't Forget to Write (Kurzdokumentation)
- 1953: North of the Sahara (Kurzdokumentation)
- 1953: Danish Sport Delights (Kurzdokumentation)
- 1953: Under the Little Big Top (Kurzdokumentation)
- 1954: Where Winter Is King (Kurzdokumentation)
- 1954: In Fourteen Hundred and Ninety Two (Kurzdokumentation)
- 1954: Who’s Who in the Zoo (Kurzdokumentation)
- 1954: Carnival in Rio (Kurzdokumentation)
- 1954: Continental Holiday (Kurzdokumentation)
- 1955: Springtime in Holland (Kurzdokumentation)
- 1955: The Golden Tomorrow (Kurzdokumentation)
- 1955: Ski Valley (Kurzdokumentation)
- 1955: Festival Days (Kurzdokumentation)
- 1955: Aqua Queens (Kurzfilm)
- 1955: Riviera Revelries (Kurzdokumentation)
- 1955: Football Royal (Kurzfilm)
- 1955: Caribbean Playgrounds (Kurzdokumentation)
- 1955: Silver Blades (Kurzfilm)
- 1956: Italian Memories (Kurzdokumentation)
- 1956: The Sporting Irish (Kurzfilm)
- 1956: The Wonders of Araby (Kurzdokumentation)
- 1956: Playtime Pals (Kurzdokumentation)
- 1956: South of the Himalayas (Kurzdokumentation)
- 1956: East Is East (Kurzdokumentation)
- 1956: Crossroads of the World (Dokumentation)
- 1956: Time Stood Still (Kurzfilm)
- 1956: Fish Are Where You Find Them (Kurzfilm)
- 1957: Pearls of the Pacific (Kurzdokumentation)
- 1957: Tales of the Black Forest (Kurzdokumentation)
- 1957: Alpine Glory (Kurzdokumentation)
- 1957: The Blue Danube (Kurzdokumentation)
- 1957: Chasing the Sun (Kurzdokumentation)
- 1957: I'll Be Doggoned! (Kurzdokumentation)
- 1963: A Wish and Ticino (Kurzdokumentation)
- 1964: Fabulous Spain (Dokumentation)
- 1965: Grand Tour of London and Paris (by Day and by Night) (Dokumentation)
- 1971: 21 Days in Europe